# Притон (фильм)
«Притон» (англ. Trap House) — будущий триллер режиссёра Майкла Дауса по сценарию Гэри Скотта Томпсона и Тома О’Коннора. Главные роли в фильме исполнили Дейв Батиста, Джек Чемпион, София Лиллис, Кейт дель Кастильо, Уитни Пик и Бобби Каннавале.

## Сюжет
В Эль-Пасо, агент УБН под прикрытием (Батиста) и его напарник вступают в игру в кошки-мышки со своими детьми-подростками, которые грабят наркокартели.

## В ролях
- Дэйв Батиста
- Джек Чемпион
- София Лиллис
- Кейт дель Кастильо
- Уитни Пик
- Бобби Каннавале
- Инде Наварретте
- Заир Адамс
- Блу дель Баррио

## Производство
В апреле 2024 года стало известно, о начале работы над экшн-триллером режиссёра Майкла Дауса по сценарию Гэри Скотта Томпсона и Тома О’Коннора. В актёрский состав которого вошли Дэйв Батиста, Джек Чемпион, София Лиллис, Кейт дель Кастильо, Уитни Пик и Бобби Каннавале. Позднее к фильму также присоединились Инде Наварретте, Заир Адамс и Блу дель Баррио.
Основные съёмки начались 1 апреля 2024 года.